# House of Glory
House of Glory (una abreviatura de House of Glory Pro Wrestling o House of Glory Wrestling) (HOG) es una promoción de lucha libre profesional con sede en Estados Unidos que se fundó en 2012 por Amazing Red. Tiene su sede en Ridgewood, Nueva York. En adición a ser promoción de lucha libre profesional, sirve también como escuela de lucha libre.
House of Glory apareció en un artículo de noticias de MTV. La promoción ha realizado shows en Nueva York y Toronto.

## Campeones actuales
| Champeonato                        | Campeón Actual                                 | Reinado | Fecha de coronación     | Días  |
| ---------------------------------- | ---------------------------------------------- | ------- | ----------------------- | ----- |
| HOG World Heavyweight Championship | Anthony Gangone                                | 2       | 17 de agosto de 2018    | 2425+ |
| HOG Crown Jewel Championship       | Mantequilla                                    | 1       | 15 de diciembre de 2018 | 2305+ |
| HOG Tag Team Championship          | The Latin American Xchange (Ortiz and Santana) | 1       | 16 de diciembre de 2018 | 2304+ |
| HOG Women's Championship           | Bobbi Tyler                                    | 1       | 5 de abril de 2019      | 2194+ |

A diferencia de otros campeonatos de lucha profesional, House of Glory no aplica el uso de cláusulas de revancha a los excampeones al perder un título.

## HOG World Heavyweight Championship
El HOG Heavyweight Championship es un campeonato profesional de lucha libre propiedad de la promoción House Of Glory (HOG). El título se creó y debutó el 16 de agosto de 2014. Anthony Gangone tiene la mayor cantidad de reinados con dos. Ricochet fue campeón inaugural, con su reinado siendo el más corto con 125 días. Amazing Red tuvo el reinado más largo en 364 días.
Anthony Gangone es el actual campeón en su récord en el segundo reinado. Derrotó a Amazing Red el 17 de agosto de 2018 en "High Intensity 7" de House of Glory en la ciudad de Nueva York.
| # | Luchador         | Reinado | Fecha                    | Días | Lugar             | Evento              | Notas                                                                                                 |
| - | ---------------- | ------- | ------------------------ | ---- | ----------------- | ------------------- | --- |
| 1 | Ricochet         | 1       | 16 de agosto de 2014     | 3887 | Ridgewood, NY     | Quest For Glory     | venció aDrew Gulak en Tournament final.                                                               |
| 2 | Brian XL         | 1       | 19 de diciembre de 2014  | 3762 | Jamaica, Queens   | Phenomenal Showdown | [ 5 ]                                                                                                 |
| 3 | Smiley           | 1       | 21 de agosto de 2015     | 3517 | Jamaica, Queens   | At Last             | [ 6 ]                                                                                                 |
| 4 | Ethan Carter III | 1       | 9 de abril de 2016       | 3285 | Elmhurst, NY      | Stronger Than Ever  | [ 7 ]                                                                                                 |
| 5 | Anthony Gangone  | 1       | 24 de septiembre de 2016 | 3117 | Elmhurst, NY      | All Or Nothing      | en una Triple Threat match con Brian Cage.                                                            |
| 6 | Amazing Red      | 1       | 18 de agosto de 2017     | 2789 | Jamaica, Queens   | High Intensity 6    | [ 9 ]                                                                                                 |
| 7 | Anthony Gangone  | 2       | 17 de agosto de 2018     | 2425 | New York City, NY | High Intensity 7    | Este fue un combate sin cuerdas. Desde que perdió, Amazing Red tuvo que unirse a la House of Gangone. |

## Roster actual
- Amazing Red
- Anthony Gangone
- "Really Big" Brian Burgundy
- Chris Seaton
- Evander James
- Isiah Kassidy
- Ken Broadway
- LeRoy Green
- Matthew Ryan Shapiro
- Mantequilla
- Charles Mason
- Alex Mason
- Marq Quen
- Matt Travis
- Sami Callihan
- Sonya Strong
- TJ Marconi
- Thomas Odin
- Smiley
- Smoothe Blackmon
- Violette
- Rich Port Ayala
- Ezekiel Lewis
- Bonez
- Juba
- Jay Lyon
- Midas Black
- Shee
- Big Daddy Cruz
- Mr. Wavy Tony